# سلطانية (وعاء)

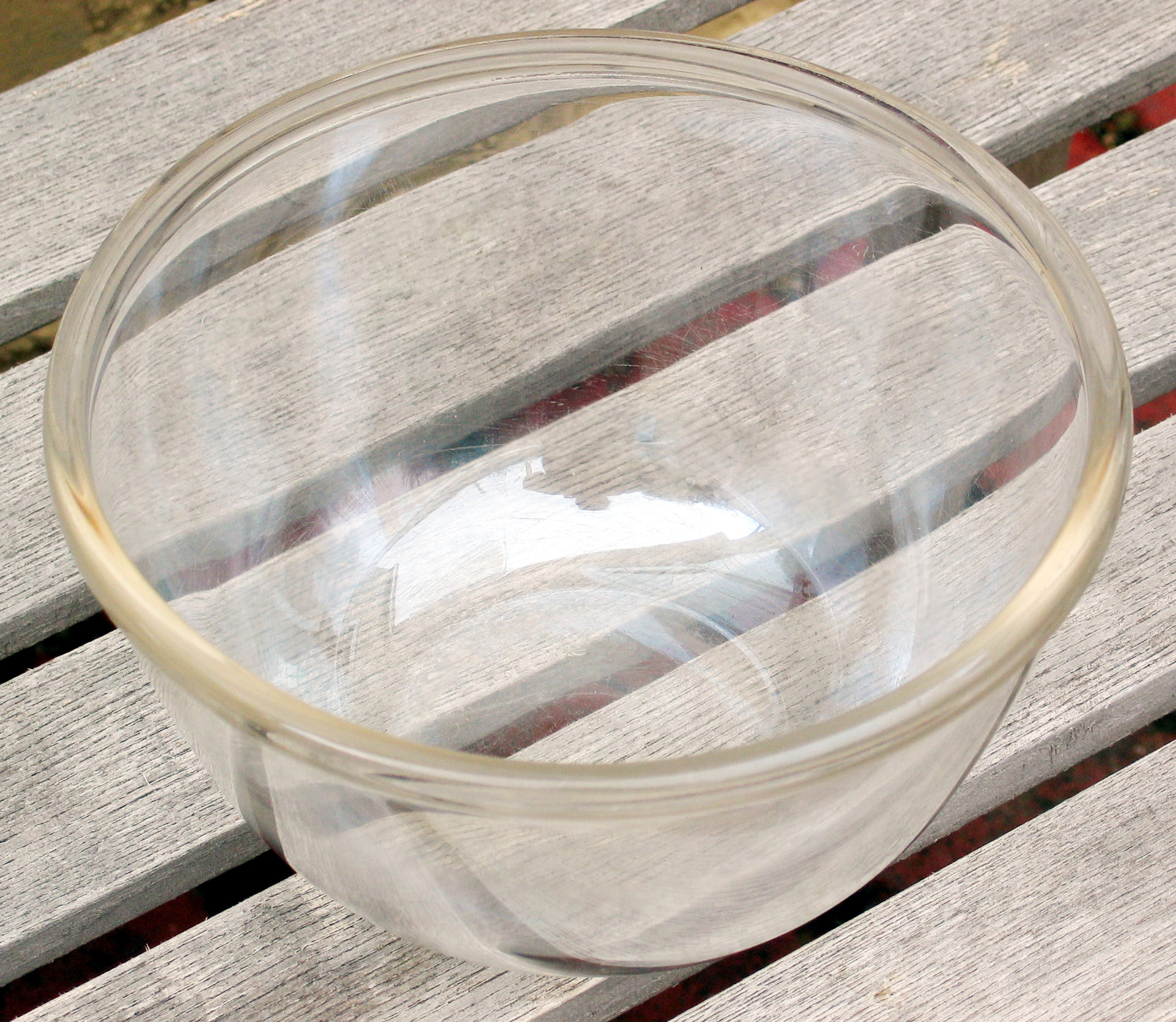
جفنة مصنوعة من البلاستيك.

الصحن أو السُلْطَانِيَّة (الجمع: سُلْطَانِيَّات) أو السلطانية الصغيرة أو الزُبْدِيَّة (الجمع: زَبَادِي، زِبْدِيَّات) أو الجَفْنة (الجمع: جفنات) أو القصعة (بالإنجليزية: Bowl)‏ هي وعاء مقعر، عادةً تكون مصنوعة من الخزف، وتصنع أيضاً من الزجاج، والطين أو البلاستيك. وهي تشبه الكرة المقطوعة من المنتصف، ويستخدم في الغالب لوضع الحساء بداخله. يُصنع الكُسكسي في المغرب العربي ويُقدم في قصعة خشبية.

## انظر أيضًا

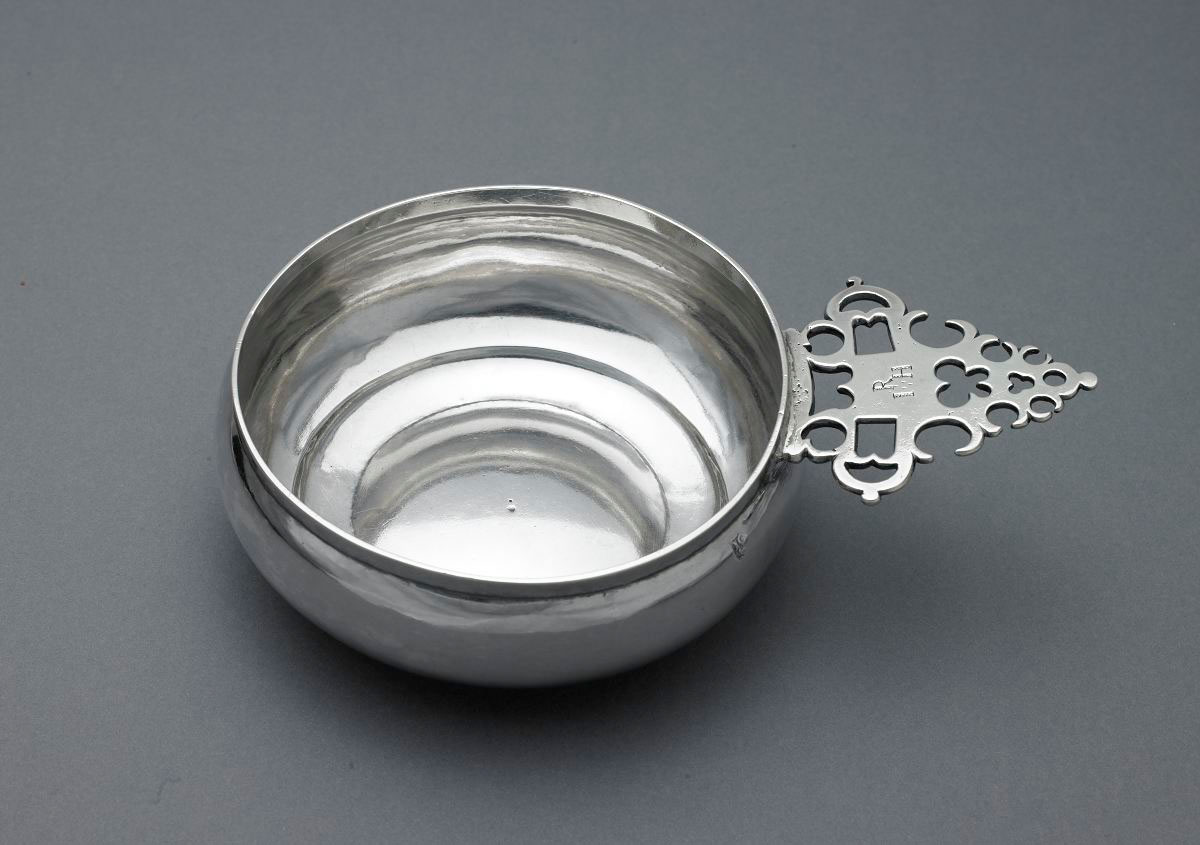
قصعة فضية.